# Måneskin
Måneskin este o formație rock italiană, fondată în anul 2016 la Roma, care îi are ca membri pe Damiano David, Victoria De Angelis, Thomas Raggi și Ethan Torchio. Trupa a câștigat Concursul Muzical Eurovision 2021, aceasta reprezentând Italia cu piesa Zitti E Buoni. Trupa a mai câștigat Festivalul Muzical Sanremo și premiul pentru cel mai bun rock, la MTV EMA 2021.